# Красовські
Красовські (пол. Krasowski, рос. Красовские, Крассовские) — кілька козацько-старшинських, згодом — дворянських родів, різного походження. Найбільш відомий з них бере початок від шляхтича Йосипа Красовського (середина — 2-га половина XVII ст.), який за привілеєм польського короля Яна II Казимира Ваза від 1659 отримав с. Волинка Чернігівського воєводства (нині село Сосницького району Чернігівської обл.). З його численного потомства відзначився Михайло Йосипович (р.н. невід. — п. до 1729), він був білоуським сотником (бл. 1700), чернігівським полковим суддею (1710—1716). Один із синів Михайла Йосиповича — Тимофій Михайлович (р.н. невід. — п. бл. 1765) — був спочатку сотником Сумського полку (1732), а згодом сумським полковим обозним (1756—1761), ін. син — Іван Михайлович (р.н. невід. — п. бл. 1770) сотник лебединський (1767). 1773—1782 білоуським сотником був Василь Дмитрович (бл. 1751 — п. після 1811), а Іван Дмитрович (р.н. невід. — п. 1770) — сотником городницьким (1770).
До цього роду належали: відомий військовий та державний діяч, учасник антинаполеонівських кампаній та війни 1812, виконуючий обов'язки новоросійського та бессарабського генерал-губернатора (1830—1831), генерал від інфантерії (1841) О.Красовський (1781—1843) та його син — військовик, учасник загальноросійських демократичних і українських національних рухів 1850–1860-х рр., підполковник А.Красовський (1822—1868); відомий педагог, директор 2-ї Харківської гімназії (1846—1855) Микола Петрович (1808—1855); генерал-лейтенант, постійний член Інженерного комітету (1908—1909) Ростислав Володимирович (1841—1909); земський діяч, член Державної ради Російської імперії (1908), гласний Санкт-Петербурзької міської думи та Чернігівських губернських земських зборів (1908), таємний радник (1908) Михайло Васильович (1851—1911; див. М. Красовський).
Рід внесено до 1-ї, 2-ї та 3-ї частин Родовідних книг Чернігівської та Харківської губерній.

## Відомі представники роду
- Красовський Петро — будівничий XVI століття
- Красовський Іван Дем'янович — львівський міщан, просвітник, письменник, один зі старійшин (витрикуш) та реформаторів Львівського Успенського братства у 1586—1611 роках.
- Красовський Андрій Опанасович (1822—1868) — революціонер, український патріот
- Красовський Опанас Іванович (1781—1843) — російський воєначальник, генерал від інфантерії.
- Красовський Іван Іванович (1827—1885) — російський державний діяч
- Красовський Микола Олександрович (1871—1938) — сищик карного розшуку поліції Російської імперії, полковник Армії УНР.